# Linguagem de Programação Combinada
A Linguagem de Programação Combinada (CPL) foi uma linguagem de programação desenvolvida no Laboratório de Matemática da Universidade de Cambridge juntamente com a Universidade de Londres, durante a década de 1960. O esforço na colaboração das duas universidades foi responsável pelo “Combinada” no nome da Linguagem de Programação (anteriormente o nome era Cambridge Programming Language).
Foi influenciada pela ALGOL 60, mas, ao invés de ser extremamente pequena, elegante e simples, a CPL era grande, moderadamente elegante e complexa. Tinha a intenção de ser boa para programação científica (como FORTRAN e ALGOL) e também para programação comercial (como COBOL).
A CPL foi um pouco demais para os computadores e para a tecnologia imatura de compiladores da época. Compiladores que funcionavam devidamente foram desenvolvidos próximo de 1970, mas a linguagem CPL, nunca foi muito popular e parece ter desaparecido, sem deixar vestígios, nessa mesma época.
A BCPL foi uma linguagem baseada na CPL (que significava Basic CPL, mas originalmente Bootstrap CPL) e era mais simples e direcionada para a programação de sistemas, particularmente para desenvolver compiladores. A BCPL influenciou a criação da Linguagem B que influenciou por sua vez a Linguagem C, uma das mais importantes linguagens de programação até hoje.